# Irina Kaléntieva
Irina Nikolàievna Kaléntieva (en rus i txuvaix Ирина Николаевна Калентьева) (Nărvaş Şăhal', Txuvàixia, 10 de novembre de 1977) és una ciclista russa, ja retirada, especialista en el ciclisme de muntanya.

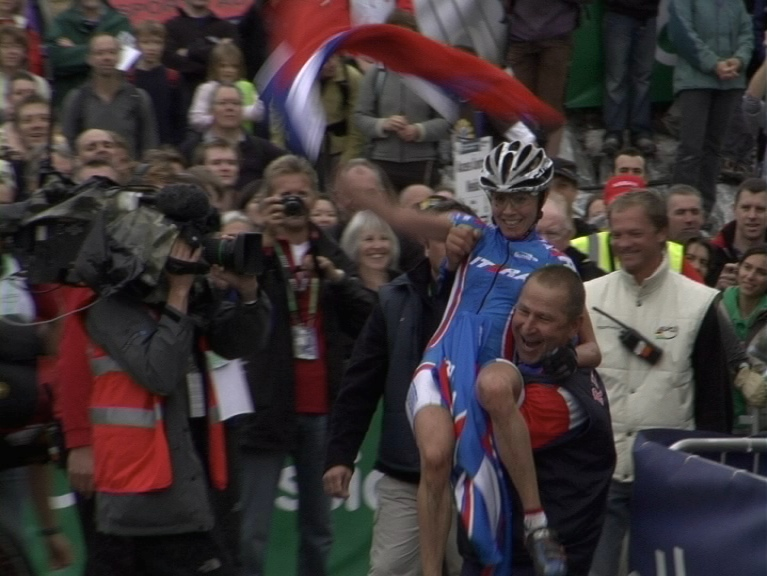
Irina Kaléntieva a la victòria del Campionat del Món de 2007

Durant la seva carrera esportiva va prendre part en quatre edicions dels Jocs Olímpics d'Estiu, els compresos entre el 2004 i 2016. Va ser 13 vegades campiona de Rússia (1997-2004, 2006, 2014-2016 i 2018). Als Jocs Olímpics de Pequín del 2008 guanyà la medalla de bronze en la prova de camp a través. També ha guanyat vuit medalles als Campionats del Món de ciclisme de muntanya, dues d'or, quatre de plata i dues de bronze.
Es retirà a finals del 2019.

## Palmarès
- 2007
  -  Campiona del món en Camp a través
  - 1a a la Copa del món en Camp a través
- 2008
  -  Medalla de bronze als Jocs Olímpics del 2008 en Camp a través
- 2009
  -  Campiona del món en Camp a través